# 索氏海鳚鯛
索氏海鳚鯛，為鱸形目鱸亞目擬雀鯛科的其中一種，分布於印度洋巴基斯坦及印度沿岸海域，深度6-15公尺，背鰭硬棘1枚;背鰭軟條58-64枚;臀鰭硬棘0枚;臀鰭軟條45-50枚，體長可達13.2公分，棲息在礁石區，生活習性不明。

## 擴展閱讀
維基物種上的相關：索氏海鳚鯛